# Marino (Itália)
Marino é uma comuna italiana da região do Lácio, província de Roma, com cerca de 30.626 habitantes. Estende-se por uma área de 26 km², tendo uma densidade populacional de 1178 hab/km². Faz fronteira com Castel Gandolfo, Ciampino, Grottaferrata, Rocca di Papa, Roma.

## Demografia

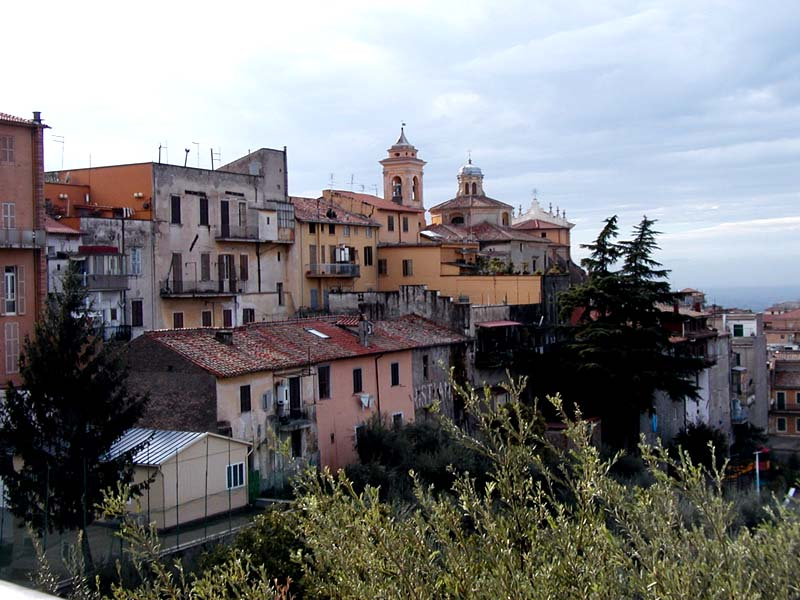
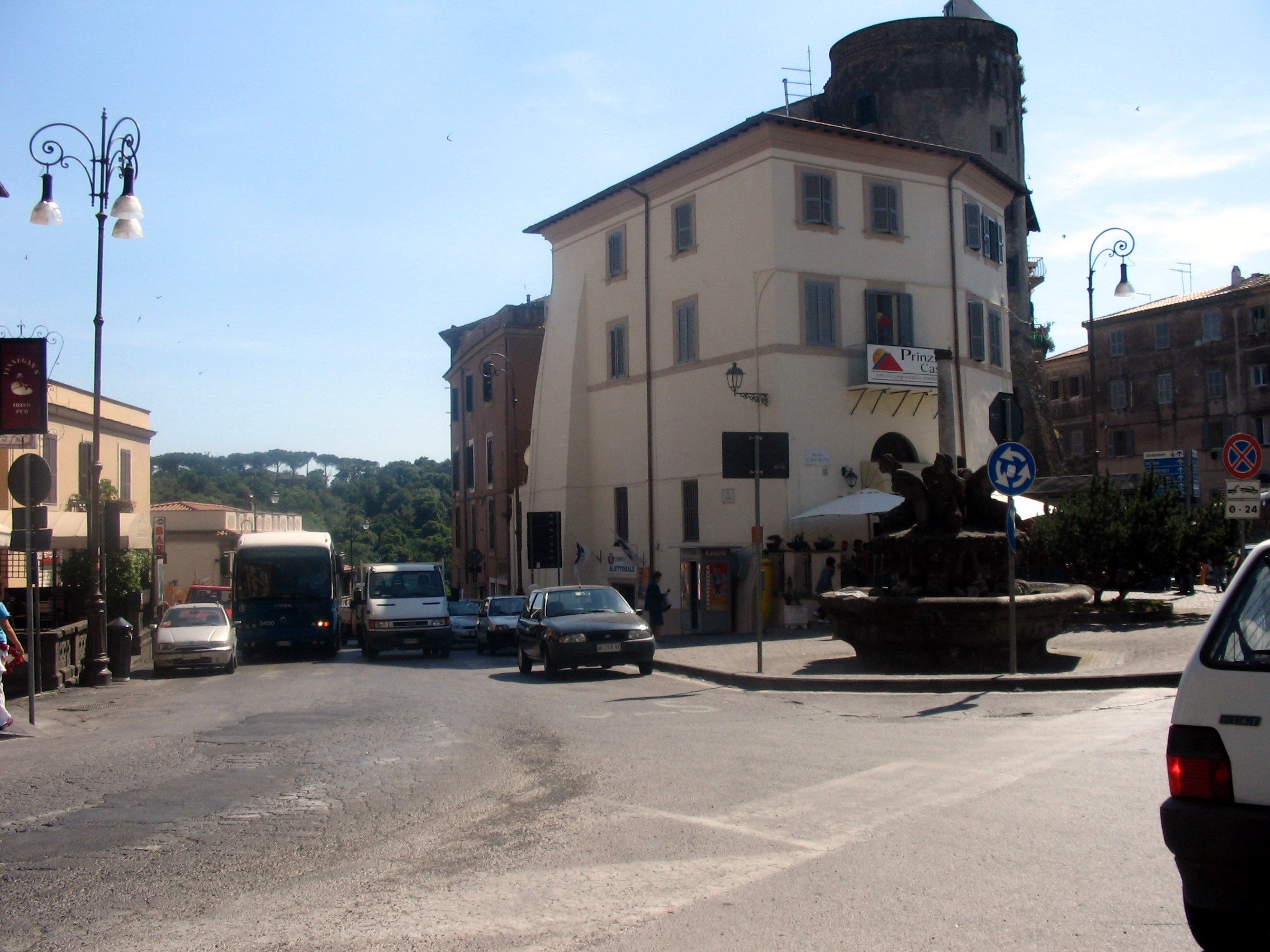

| Variação demográfica do município entre 1861 e 2011                               |
|                                                                                   |
| Fonte: Istituto Nazionale di Statistica (ISTAT) - Elaboração gráfica da Wikipedia |